# 环短痣蚜属
环短痣蚜属（学名：Krikoanoecia）为蚜科的一个属。

## 物种
本属包括以下物种：
- 环短痣蚜 Krikoanoecia circula Qiao & Guangxue Zhang, 1996[4]